# Idris howardi
Idris howardi är en stekelart som först beskrevs av William Harris Ashmead 1893.  Idris howardi ingår i släktet Idris och familjen Scelionidae. Inga underarter finns listade i Catalogue of Life.